# Neochmia
A Neochmia a madarak osztályának verébalakúak (Passeriformes) rendjébe és a díszpintyfélék (Estrildidae) családjába tartozó nem.

## Rendszerezés
A nemet John Edward Gray írta le 1849-ben, jelenleg az alábbi fajok tartoznak ide:
- napasztrild (Neochmia phaeton)
- vörösszemsávos pinty (Neochmia temporalis)
- barnacsíkos pinty (Neochmia modesta[2] vagy Aidemosyne modesta)[1]
- kákapinty (Neochmia ruficauda[2] vagy  Bathilda ruficauda)[1]

## Előfordulásuk
Ausztrália területén honosak. A természetes élőhelyük szubtrópusi és trópusi erdők, cserjések, szavannák, valamint folyók, patakok, lápok és mocsarak környéke. Állandó, nem vonuló fajok.

## Megjelenésük
Testhosszuk 11 centiméter körüli.

## Életmódjuk
Fűmagvakkal, rovarokkal és egyéb gerinctelenekkel táplálkoznak.